# Lascaux, Corrèze
Lascaux är en kommun i departementet Corrèze i regionen Nouvelle-Aquitaine i de centrala delarna av Frankrike. Kommunen ligger  i kantonen Juillac som tillhör arrondissementet Brive-la-Gaillarde. År 2022 hade Lascaux 226 invånare.

## Befolkningsutveckling
Antalet invånare i kommunen Lascaux
Referens:INSEE